# Горный (Иркутская область)
Го́рный — посёлок в Иркутском районе Иркутской области России. Входит в Хомутовское муниципальное образование.

## География
Находится в 8 км к югу от Хомутово, и в 17 км к северо-востоку от Иркутска, на 15 километре Качугского тракта — дорога 1Р-418. Из Иркутска в посёлок Горный ходят два автобусных маршрута: № 123 (Иркутск — Хомутово) и № 149 (Иркутск — Поздняково — Горный).
Включает в себя городок в/ч 36728 и строящийся коттеджный микрорайон с одноименным названием (посёлок Горный).

## Население
| 2002 | 2010 | 2011 | 2012 |
| ---- | ---- | ---- | ---- |
| 461  | ↘394 | ↗397 | ↗399 |